# Тудор Владимиреску (Јаши)
Тудор Владимиреску (рум. Tudor Vladimirescu) насеље је у Румунији у округу Јаши у општини Могошешти-Сирет. Oпштина се налази на надморској висини од 227 m.

## Становништво
Према подацима из 2002. године у насељу је живело 966 становника, од којих су сви румунске националности.